# Бейбутов, Вагиф Гулам оглы
Бейбутов Вагиф Гулам оглы (род. 3 ноября 1938, Баку) — азербайджанский режиссёр, оператор, сценарист, Народный артист Азербайджанской Республики (2000), индивидуальный стипендиат Президента Азербайджанской Республики (2006).

## Биография
Окончил Санкт-Петербургский государственный университет кино и телевидения (1961). Заложил основы производства анимационных фильмов на Азербайджанском телевидении. Сначала он снимал фильмы как оператор, а позже как режиссёр.
Был режиссёром и оператором таких анимационных фильмов как: «Очки», «Говорящие огни», «Красные, черные и другие», «Ильхам», «Гойчек Фатма», «Мастера, золотые руки», «В летний день», «Спасибо, друг мой», «храбрость Басата», «Добрая сказка», «Девичий замок», «Гурбанали бей», «Черный аист», «Волшебная лампа», «Начало», «Матери и колыбельные».
В.Бейбутов был оператором программ «Узеир Гаджибеков», «Бизим Шамама», «Тесниф», «Шовкет Алекперова» и т. д. Работал в документальном кино в качестве режиссёра фильмов «Наиля», «Камиль», «Ничего с собой не возьму» (Азиза Джафарзаде), «Вечная вершина», «Муслим Магомаев-55», «Между мной и мной», «Органы безопасности Азербайджанской Республики», «Без тебя», «Детская деревня Баку-SOS», «Закрытая дверь» (академик Азиз Алиев), «Без тебя» (академик Зарифа Алиева), «Кярпич кясян киши», «Жизнь в петлях» (художник Камиль Алиев), документальные фильмы «Таинственные хроники», «Гирдиман», «По следам подземного города», «Лахич», «Азертадж-85», «Бакинская детская деревня SOS».
Шесть авторских анимационных фильмов были отмечены призами и наградами Международного фестиваля телевизионных кино.
Он является руководителем группы операторов Творческого союза «Азербайджантелефильм», секретарем Союза кинематографистов Азербайджана. У него 45-летний опыт работы в этом Союзе.

## Фильмография
| - Матери и колыбельные (фильм, 1992) - Ашиг Вейсял (фильм, 2001) - Бакинская Детская Деревня SOS (фильм, 2001) - Храбрость Басата (фильм, 1988) - Начало (фильм, 1982) - Борадигах (фильм, 2002) - Эта дорога — Шабранская дорога (фильм, 2002) - Говорящие огни (фильм, 1965) - Депортация (фильм, 2001) - Вечный пик (фильм, 1998) - Азиза Джафарзаде (фильм, 1999) - День труда (фильм, 1975) - Гирдиман (фильм, 2003) - Гойчяк Фатма (фильм, 1973) | - Деревня Хокмали (фильм, 2001) - Народный артист Камиль Алиев. Жизнь в петлях (фильм, 1999) - Хорошая сказка (фильм, 1986) - Вдохновение (фильм, 1972) - Исмаил Османлы (фильм, 1974) - Камил (фильм, 1997) - Поэма о коммунисте (фильм, 1977) - Замковые горы (фильм, 1995) - Чёрный аист (фильм, 1985) - Гара Ней (фильм, 1994) - Возвращение (фильм, 1988) - Красные, черные и другие (фильм, 1969 г.) - Девичья башня (фильм, 1984) | - Гурбанали бей (фильм, 1989) - Лагыч (фильм, 2004) - Мамедгусейн Тахмасиб (фильм, 2003) - В вопросе о Мансурии (фильм, 2002) - Жемчужина (фильм, 1998) - Остров чудес (фильм, 1978) - Музей (фильм, 1996) - Нафталан (фильм, 2003) - Наиля (фильм, 1994) - Свидетельство о смерти, или За чтением Корана (фильм, 1996) - Что говорит жизнь (фильм) - Звезда Рашида Бейбутова (фильм, 1996) - Рустам Ибрагимбеков (фильм, 1988) | - Спасибо, мой друг (фильм, 1980) - Волшебная лампа (фильм, 1987) - Без тебя (фильм, 1998) - Таинственные хроники (фильм, 1995) - Старты (фильм, 1977) - Поэзии ветров (фильм, 2000) - Шекинские заводчики (фильм, 1975) - Плод природы (фильм, 2003) - Мастера, золотые руки (фильм, 1976) - Один летний день (фильм, 1979) - По следам подземного города (фильм, 2004) - Загатала (фильм, 1980) - Шафран (фильм, 1976) |

## Награды
- Народный артист Азербайджанской Республики (2000)[1]
- Почётная грамота от президента Азербайджанской Республики (2008)[3][4][5][6]
- Лауреат Государственной премии и премии «Хумай»
- Обладатель индивидуальной стипендии Президента Азербайджанской Республики (2006)

## Источник
- Azərbaycan Milli Ensiklopediyası: Azərbaycan. Ramiz Məmmədov. Kino. Azərbaycan Milli Ensiklopediyası Elmi Mərkəzi, 2007.- səh. 815.